# (33151) Tomasobelloni
(33151) Tomasobelloni est un astéroïde de la ceinture principale découvert en 1998.

## Description
(33151) Tomasobelloni a été découvert le 25 février 1998 à l'observatoire astronomique de Sormano à Sormano en Italie par Marco Cavagna et Pierangelo Ghezzi.

### Caractéristiques orbitales
L'orbite de cet astéroïde est caractérisée par un demi-grand axe de 2,67 ua, un périhélie de 2,34 ua, une excentricité de 0,12 et une inclinaison de 13,40° par rapport à l'écliptique. Du fait de ces caractéristiques, à savoir un demi-grand axe compris entre 2 et 3,2 ua et un périhélie supérieur à 1,666 ua, il est classé, selon la JPL Small-Body Database, comme objet de la ceinture principale.

### Caractéristiques physiques
(33151) Tomasobelloni a une magnitude absolue (H) de 14,6 et un albédo estimé à 0,193.

## Étymologie
Cet astéroïde est nommé en l'honneur de Tomaso Belloni (1961–2023).